# Stendaler Straße 16 (Haldensleben)

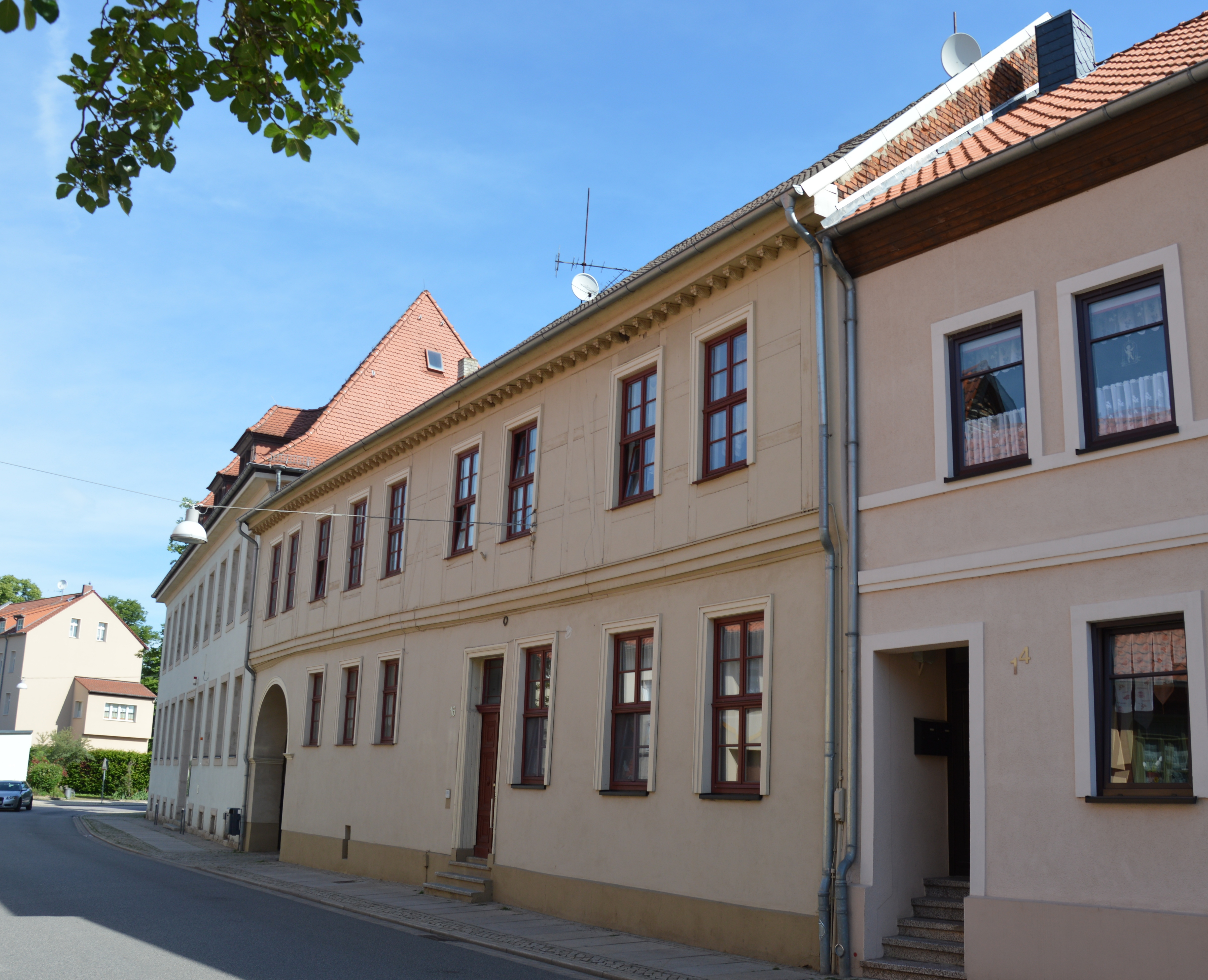
Haus Stendaler Straße 16

Das Gebäude Stendaler Straße 16 ist ein denkmalgeschütztes Ackerbürgerhaus in der Stadt Haldensleben in Sachsen-Anhalt.

## Lage
Es befindet sich nördlich des Stadtzentrums auf der Nordseite der Stendaler Straße. Westlich grenzt das Amtsgericht Haldensleben an. Nach Nordosten wird das Grundstück durch die Stadtmauer begrenzt.

## Architektur und Geschichte
Das zweigeschossige barocke Gebäude wurde nach einem Stadtbrand Ende des 17. Jahrhunderts errichtet. Das große traufständige Haus gehörte zu einem Ackerbürgerhof und wurde im 19. Jahrhundert umgebaut. Später folgten noch Vereinfachungen der Gestaltung. Das Obergeschoss ist in Fachwerkbauweise erstellt und mit einer profilierten Schwelle versehen. Im westlichen Teil des Hauses befindet sich eine große als Rundbogen ausgeführte Tordurchfahrt mit profilierter Archivolte. Die im östlichen Teil angeordnete Haustür ist über eine dreistufige Treppe zu erreichen.
Im Denkmalverzeichnis für Haldensleben ist das Ackerbürgerhaus unter der Erfassungsnummer 094 30163 als Baudenkmal eingetragen.
Das Gebäude gilt als das Stadtbild prägendes Bauwerk.